# Jagnjevac
Jagnjevac (majušna jagnjica, janjetina, ovraž, janjevac, mali jagnjevac, lat. Arnoseris), monotipski biljni rod i porodice glavočika. Jedina vrsta u njemu je A. minima, ili mali jagnjevac. Vrsta je raširena po Europi, uključujući i Hrvatsku
Rod je opisan u De Fructibus et Seminibus Plantarum.... 2(3): 355, pl. 157, f. 3. 1791.

## Opis
Listovi su jednostavni (tj. režnjeviti ili nerežnjeviti, ali nisu razdvojeni na listiće). Raspoređeni su bazalno: rastu samo pri dnu biljke
Rubovi lisne plojke su nazubljeni. Cvjetovi su žuti. Cvjetna glava ima samo zrakaste cvjetove, što znači da svi pojedinačni cvjetovi cvjetne glavice imaju traku u obliku remena, koja može ali ne mora imati zupce na samom vrhu.